# Лебедев, Аркадий Григорьевич
Арка́дий Григо́рьевич Ле́бедев (19 октября 1933, Пекшиксола, Медведевский район, Марийская автономная область, Горьковский край, РСФСР, СССР ― 21 января 2018, Москва, Россия) ― советский и российский живописец, художник-оформитель, художник-график. Один из создателей и старший преподаватель кафедры культуры и искусства Военно-политической академии имени В. И. Ленина (1974―1988), главный художник Центрального музея Вооружённых сил СССР / РФ (1988―1997). Заслуженный работник культуры РСФСР (1976), заслуженный деятель искусств Российской Федерации (1997).

## Биография
Родился 19 октября 1933 года в дер. Пекшиксола ныне Медведевского района Марий Эл в крестьянской семье.
В 1952 году окончил Марийскую культпросветшколу, в 1954 году ― 1-е Ленинградское артиллерийское училище. С 1956 года ― культурный работник в Советской Армии: служил в Армении, на границе с Турцией, затем ― в Польше, лейтенант. В Армении познакомился со своей будущей женой Тамарой Никитичной, уроженкой Брянской области, которая училась в Ленинаканском железнодорожном техникуме. 
В 1966 году окончил Кубанский государственный университет.
В 1972 году окончил Военно-политическую академию имени В. И. Ленина, с 1974 года ― один из создателей и старший преподаватель кафедры культуры и искусства этой академии, подполковник.
С 1988 года работал главным художником Центрального музея Вооружённых сил СССР / РФ.     
Скончался 21 января 2018 года в Москве. Похоронен на Нурминском кладбище Медведевского района Марий Эл.  

## Художественное творчество
Первые уроки рисования получил у известного марийского художника Б. Осипова.
Преимущественно работал как художник-баталист, портретист и пейзажист. Оформил несколько десятков военных музеев, в том числе в 1995 году ― музей маршала Г. Жукова в Москве. Был известен своими графическими работами для армейской периодики, в том числе газеты «Красная Звезда».
Автор книг и исследовательских работ в области художественного творчества, например, книги «Идейные и художественные принципы наглядной агитации». 
Является автором и участником многих выставок в городах СССР, в том числе в Москве. Его работы хранятся в военных музеях Москвы, Рязани, Калининграда, Белгорода, Йошкар-Олы. В 2001 году по заказу Королевского музея изящных искусств в Брюсселе создал полотно «Курская битва. Уроки истории».
Взрастил целую плеяду учеников и последователей ― трое его племянников посвятили себя монументальной скульптуре и живописи. Из работ одного из них ― архитектора Сергея Сухорукова ― состоит величественный монумент Михаила Архангела на центральной площади Сочи. 

## Признание
- Заслуженный работник культуры РСФСР (1976)[2][3][5]
- Заслуженный деятель искусств Российской Федерации (1997)[2][3][5]